# 최고재판소 (일본)

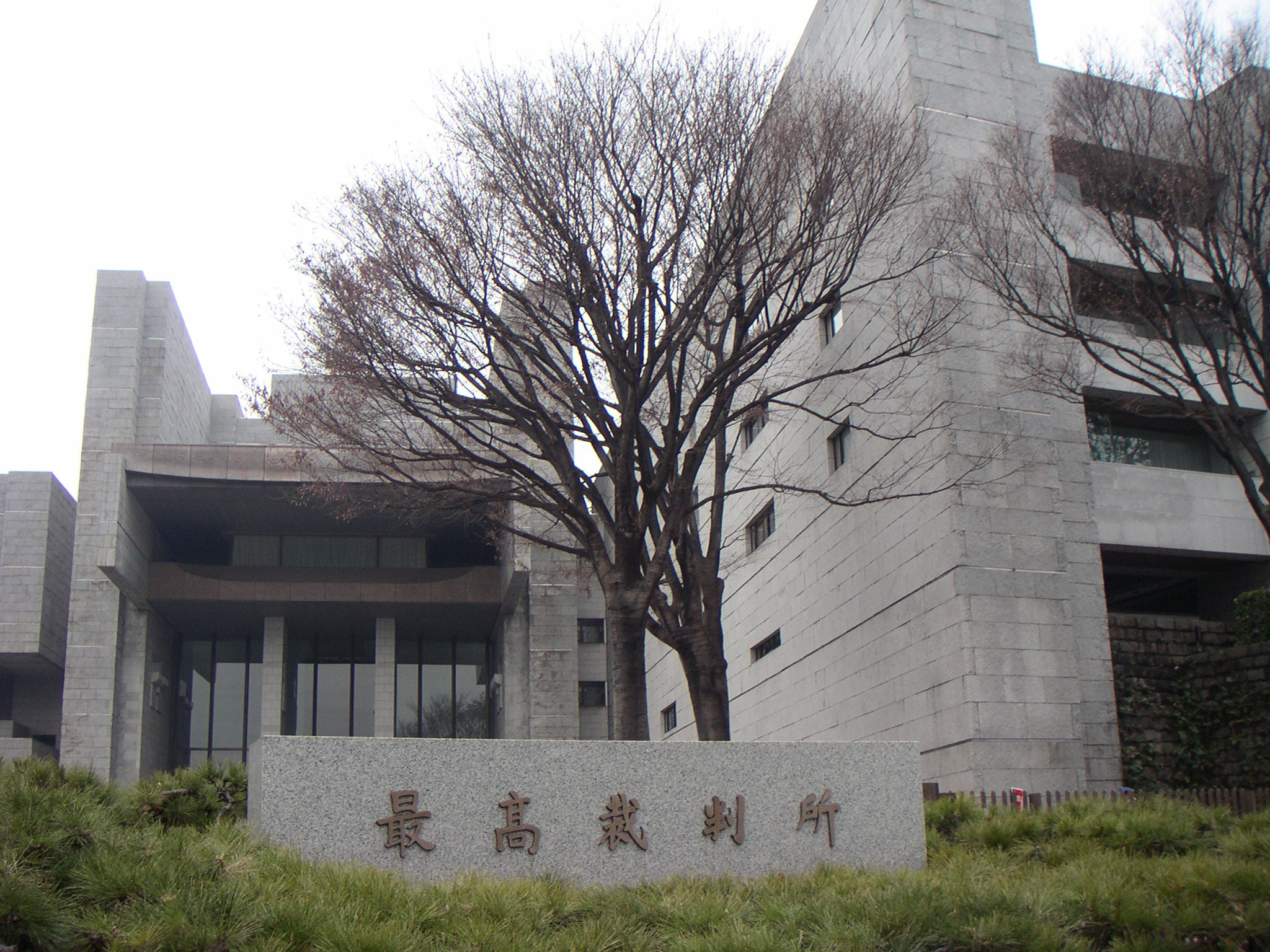
최고재판소 (도쿄도 지요다구)

최고재판소(最高裁判所 사이코사이반쇼[*], Supreme Court of Japan)는 일본의 사법부를 총괄하는 최고의 사법기관으로, 최고재판소의 판단이 최종적인 결정이 되므로 헌법의 수호자로 불린다. 일본국 헌법의 규정에 근거하여 존재하며, 재판소법에 따라 구성된다. 약칭은 최고재(最高裁 사이코사이[*]).
청사는 도쿄도 지요다구에 위치하고 있는데, 청사는 건축가 오카다 신이치에 의해 설계되어 일본건축학회상을 수상한 바 있다.

## 연혁
- 1875년(메이지 8년) - 사법성 재판소를 대신하여 대심원이 설립.
- 1890년(메이지 23년) - 재판소구성법(메이지 23년 법률 제6호)이 제정되어, 대심원의 밑에 공소원(控訴院)이나 지방재판소, 구재판소가 설치.
- 1947년(쇼와 22년) - 일본국 헌법과 재판소법(쇼와 22년 법률 제59호)의 시행에 따라 대심원이 폐지되고 최고재판소가 설치.

## 구성과 조직

최고재판소 재판관 출신별 구성

최고재판소는 최고재판소장관과 15명의 최고재판소 재판관으로 구성된다. 최고재 장관은 내각의 지명에 기초하여 천황에 의해 임명된다. 재판관은 내각이 임명하고, 천황이 이를 인증한다. 정년은 70세이다.
각 재판관은 임명 이후에 처음으로 시행되는 중의원 총선거 시에 최고재판소 재판관 국민심사를 거치며, 이후 10년마다 국민심사를 거친다(일본국 헌법 제79조 제2항). 심사는 파면을 원하는 재판관의 이름에 ‘×’를 기재하는 식으로 투표한다.
최고재 재판관의 보수는 재임중 감액할 수 없다고 헌법이 정하고 있다(헌법 제79조 제6항 제2문). 이에 대해 공무원 가운데 최고재 재판관만의 보수를 삭감하는 것은 위헌이라는 견해와, 국가 재정상의 이유로 공무원 전체와 함께 일반적인 보수에 관한 법률을 개정하여 재임 중의 재판관의 보수를 감액하는 것은 ‘사법권의 독립이나 재판관의 신분보장에 대한 침해에 이르지 않은 합헌’이라는 견해에 따라 2002년에 재판관의 보수 등에 관한 법률의 개정을 통해 일본 헌정사상 처음으로 재임중의 감액이 이루어졌다.
최고재는 재판 사무에 대하여 최상위의 재판소일 뿐만 아니라, 하급재판소를 통괄하는 사법행정의 영역의 장으로도 활동하고 있으며, 또한 재판소의 소송 절차나 사법 사무 처리에 관한 사항에 대하여 규칙(최고재판소 규칙)을 제정할 수 있다.
최고재의 사법행정권 및 규칙제정권은 최고재판소 재판관회의의 의결에 의하여 행사할 수 있으며, 이를 보좌하고 최고재판소의 서무를 수행하기 위하여 최고재판소 사무총국이 설치되어 있다. 또한 법조인을 양성하는 사법연수소 또한 사법행정의 영역에 속하는 최고재의 부속기관이다.

## 권한
최고재판소는 상고 및 소송법에서 특별히 정하는 항고에 대하여 최종적 판단(종심)을 수행하는 권한을 가진다.
최고재의 가장 중요한 기능으로 상고사건에 대하여 법령의 해석을 통일하는 것과 함께 헌법 위반이 우려되는 법령 등에 대하여 최종적인 헌법판단을 내리는(위헌심사제) 것(헌법 제81조를 참조)이 있다.
또한 최고재는 사법권에 관한 사항에 대하여 규칙을 제정할 권리, 사법행정권, 하급 재판소의 재판관 지명권 등을 가진다.

## 최고재판소 고유의 특징
최고재판소 조사관 제도가 있다.
최고재판소에서는 하급재판소에서 특정 분야의 사건만을 다루는 재판소 조사관이, 모든 사건을 다루기 위해 민·형사, 행정의 각 분야로 나뉘어 설치되어 있다. 조사관은 상고된 재판의 기록을 읽고, 최고재판소 판사에게 답신하는 것을 직무로 한다. 최고재는 재판관이 15명으로 적기 때문에, 조사관은 그 인적 자원을 보충하는 효과를 갖지만, 법률에 의하여 최고재에의 상고가 제한되거나 실질적인 심리를 행할 필요가 없는 사건을 분류하고, 신속하게 기각할 수 있도록 하는 역할을 하고 있다. 이에 따라 최고재 재판관이 아닌 조사관에 의해 상고심이 수행된다는 비판이 가해질 수 있다.
개별의견이 표시된다.
최고재판소의 판결문에서는 판결이 된 다수의견뿐만 아니라, 재판관 각각의 개별의견을 표시할 수 있다. 일반적으로 개별의견은 다음과 같다.
보충의견(補足意見)은 다수의견에는 찬성하지만, 의견을 보충하는 것.
의견(意見)은 다수의견과 결론이 같지만, 이유가 다른 것.
반대의견(反対意見)은 다수의견과 다른 의견을 말한다.
또한 추가반대의견(追加反対意見)은 반대의견을 보충하는 것이다.
이 외에도 하급 재판소와 달리 재판소법에서 “도쿄도에 이를 둔다.”고 하여 소재지가 규정되어 있다.

## 같이 보기
- 일본국 정부
  - 입법부
    - 국회
    - 참의원
    - 중의원

  - 행정부
    - 일본 내각
    - 내각총리대신
    - 국무대신

  - 사법부
    - 일본의 재판소
    - 일본 고등재판소
    - 일본 지방재판소

## 참고 문헌
- 야마모토 유지(山本祐司), 《(일본) 최고재판소 이야기》(最高裁物語), 닛폰효론샤, 1994년(한국어판은 2005년).
- 노무라 지로(野村二郎), 《최고재 전 재판관》(最高裁全裁判官), 산세이도, 1986년.